# Urgence de santé publique de portée internationale

Drapeau de l'Organisation mondiale de la santé.

Une urgence de santé publique de portée internationale (USPPI) est une déclaration de l'Organisation mondiale de la santé (OMS), faite quand survient « un événement extraordinaire dont il est déterminé qu’il constitue un risque pour la santé publique dans d’autres États en raison du risque de propagation internationale de maladies et qu’il peut requérir une action internationale coordonnée », conformément au Règlement sanitaire international.

## Contexte
À la suite de l'épidémie de SRAS en 2002-2003, l'OMS adopte en 2005 une révision du Règlement sanitaire international (RSI). Ce dernier renforce les devoirs de l'État en matière de surveillance et d'actions face aux maladies. Enfin, il oblige chaque État à évaluer les risques sanitaires de portée internationale, constatés sur son territoire, et selon les cas à les notifier à l'OMS. Il entre en vigueur en 2007, comme instrument de droit international s'appliquant à 196 pays, dont 194 sont des états membres de l'OMS.

## Définitions et procédure
Une USPPI est définie dans le RSI comme « un événement extraordinaire dont il est déterminé qu’il constitue un risque pour la santé publique dans d’autres États en raison du risque de propagation internationale de maladies et qu’il peut requérir une action internationale coordonnée ». Cette définition implique une situation réunissant les caractères suivants, :
- grave, soudaine, inhabituelle ou inattendue ;
- avec des répercussions de santé publique dépassant les frontières du pays touché ;
- pouvant exiger une action internationale immédiate.

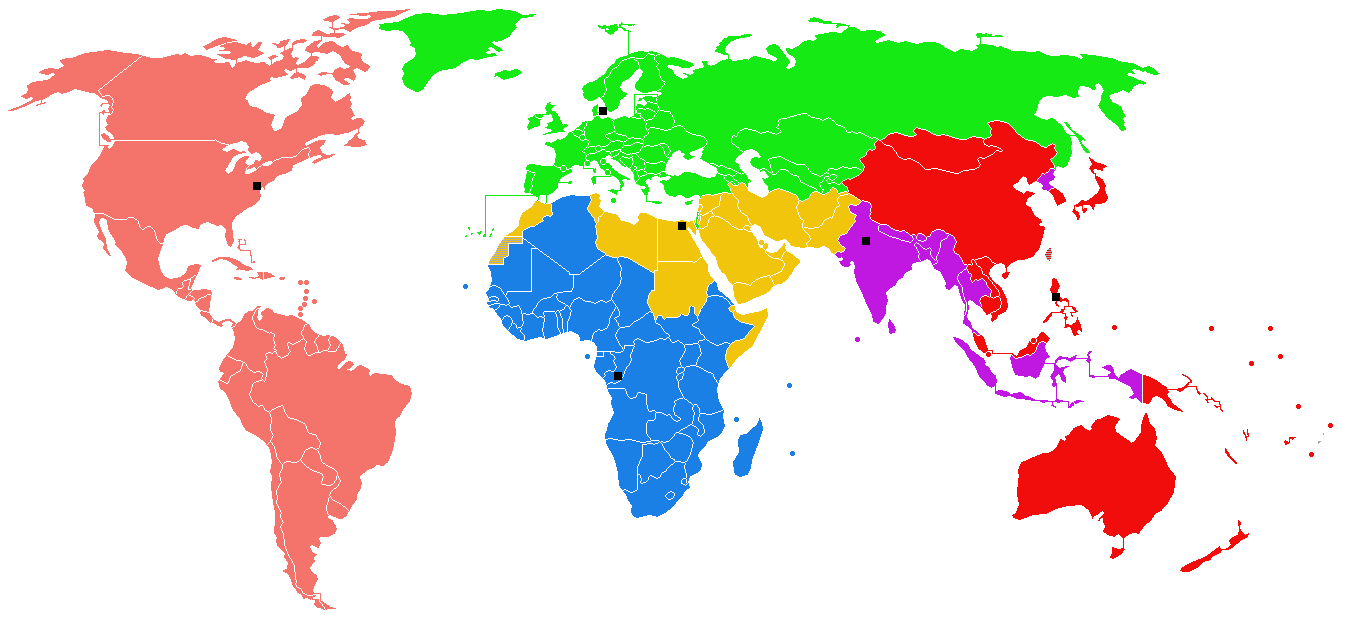
Les six bureaux régionaux de l'OMS :
Washington pour la région Amériques en rose,
Copenhague pour la région Europe en vert (Israël en fait partie),
Manille pour la région Pacifique ouest en rouge,
New Delhi pour la région Asie du sud-ouest en violet (la Corée du nord en fait partie),
Le Caire pour la région méditerranée orientale en jaune,
Brazzaville pour la région Afrique en bleu.

Créé en 2005, le comité d'urgence du RSI est un comité consultatif dont les membres sont nommés par le directeur général de l'OMS, à partir d'une liste d'experts internationaux sur demande d'un État-partie de l'organisation. Les membres de ce comité disposent de connaissances techniques en matière de lutte contre la maladie, de virologie, de vaccins ou d'épidémiologie des maladies infectieuses.
Une USPPI ne se cantonne pas aux seules maladies infectieuses, elle peut concerner des évènements provoqués par des agents chimiques ou des matériaux radioactifs. Toutefois, à la date de décembre 2020, toutes les USPPI déclarées l'ont été pour des infections virales.
Ce comité d'urgence se réunit pour évaluer un évènement et donner ses avis et propositions sur :
- Si l'évènement constitue une urgence de santé publique de portée internationale ;
- Les recommandations temporaires qui pourraient être prises par le pays touché par une USPPI, ou par d'autres pays menacés pour prévenir la propagation internationale de la maladie, et pour éviter de perturber inutilement le commerce et les voyages internationaux ;
- La terminaison de l'USPPI.

Sur la base de ces avis, la décision finale de déclarer ou non une USPPI, et les recommandations éventuelles, est prise par le directeur général de l'OMS.
Les recommandations temporaires d'une USPPI expirent automatiquement au bout de trois mois. Tous les trois mois, le comité d'urgence se réunit pour décider de reconduire la même période avec modifications éventuelles des recommandations.

## Déclarations passées
Huit USSPI ont été déclarées entre 2007 et 2024. La première concerne la pandémie de grippe A(H1N1) de 2009. Celle concernant le virus Zika en 2016 est la première pour une arbovirose.
La plus longue durée d'application d'une USSPI (reconduction tous les trois mois) est celle concernant la poliomyélite en 2014, toujours en cours à la date d'août 2024 (39e reconduction).
| Date             | Agent pathogène              | Urgence                                                 | Motif |
| ---------------- | ---------------------------- | ------------------------------------------------------- | --- |
| 26 avril 2009    | Virus de la grippe A (H1N1)  | Pandémie de grippe A (H1N1) de 2009                     | Transmission inter-humaine confirmée d'une nouvelle souche virale émergente A (H1N1) non contenue.                                                                 |
| 5 mai 2014       | Poliovirus                   | Éradication de la poliomyélite                          | Propagation de cas sauvages et vaccinaux dans des pays indemnes.                                                                                                   |
| 8 août 2014      | Virus Ebola                  | Épidémie de maladie à virus Ebola en Afrique de l'Ouest | Virulence du virus, risques internationaux, et faiblesse des systèmes de santé des pays concernés, nécessitant une réponse internationale.                         |
| 1er février 2016 | Virus Zika                   | Épidémie de maladie à virus Zika en Amérique            | Préoccupation internationale (Brésil, France, États-Unis) sur le lien potentiel entre virus Zika et anomalie congénitale (microcéphalie).                          |
| 17 juillet 2019  | Virus Ebola                  | Épidémie de maladie à virus Ebola au Kivu               | Cas survenus dans une ville (Goma) de près de 2 millions d'habitants avec un aéroport international.                                                               |
| 30 janvier 2020  | SARS-CoV-2                   | Pandémie de Covid-19                                    | Transmission interhumaine à l'extérieur de la Chine. |
| 23 juillet 2022  | Virus de la variole du singe | Épidémie de variole du singe de 2022-2023               | Transmission interhumaine internationale, rapide et mal comprise.                                                                                                  |
| 14 août 2024     | Virus de la variole du singe | Épidémie de variole du singe de 2023-2024               | Recrudescence en République démocratique du Congo (RDC) et dans un nombre croissant de pays d’Afrique, susceptible de se propager en dehors du continent africain. |

## Évènements qui n'ont pas donné lieu à une déclaration
Les déclarations d'USPPI ne sont pas seulement motivées par la capacité de l'évènement à provoquer des souffrances humaines à l'échelle internationale, mais aussi à perturber le commerce international. Des évènements qui attirent l'attention du public ne remplissent pas nécessairement les critères de déclaration, notamment si les risques de propagation sont jugées faibles par rapport aux contraintes imposées aux industries du transport aérien et du tourisme.
D'autres éléments de décision entrent en compte, comme l'existence d'un vaccin très efficace ou le succès d'une action rapide limitant l'évènement.
Pour l'une ou l'autre de ces raisons, n'ont pas été déclarées comme USPPI :
- Épidémie de choléra en Haïti en 2010 ;
- Utilisation d'armes chimiques en Syrie ;
- Accident nucléaire de Fukushima ;
- Épidémie de peste pneumonique à Madagascar ;
- Épidémie de coronavirus du syndrome respiratoire du Moyen-Orient en 2012[13] ;
- Épidémie de fièvre jaune en Angola ;
- Résurgence de la rougeole en Europe en 2018.

Les USPPI obéissent à une logique binaire oui/non (déclaration ou pas) et les parties prenantes sont soumises à diverses pressions (gouvernements, voyagistes et autres agents économiques, médias, opinion publique…). Aussi des auteurs proposent des USPPI nuancées en plusieurs niveaux de gravité. Ces nouvelles propositions sont en discussion, elles nécessitent de nouveaux mécanismes financiers, de nouveaux processus de décision et de participation, de transparence et d'harmonisation entre les institutions internationales et la société civile.